# Глуховский сельсовет (Умётский район)
Глуховский сельсовет — муниципальное образование со статусом сельского поселения в составе Умётского района Тамбовской области России.
Административный центр — посёлок Центральное отделение совхоза «Глуховский».

## История
В соответствии с Законом Тамбовской области от 17 сентября 2004 года № 232-З установлены границы муниципального образования и статус сельсовета как сельского поселения.

## Население
| 2010 | 2012 | 2013 | 2014 | 2015 | 2016 | 2017 |
| ---- | ---- | ---- | ---- | ---- | ---- | ---- |
| 506  | ↗509 | ↘491 | ↗492 | ↘476 | ↘462 | ↘445 |
| 2018 | 2019 | 2020 | 2021 |      |      |      |
| ↘427 | ↘414 | ↘410 | ↗453 |      |      |      |

## Состав сельского поселения
| № | Населённый пункт                           | Тип населённого пункта          | Население |
| - | ------------------------------------------ | ------------------------------- | --------- |
| 1 | Воронцовка                                 | деревня                         | ↘57       |
| 2 | Глуховка                                   | село                            | ↗236      |
| 3 | Центральное отделение совхоза «Глуховский» | посёлок, административный центр | ↘213      |